# Joachim Sartorius

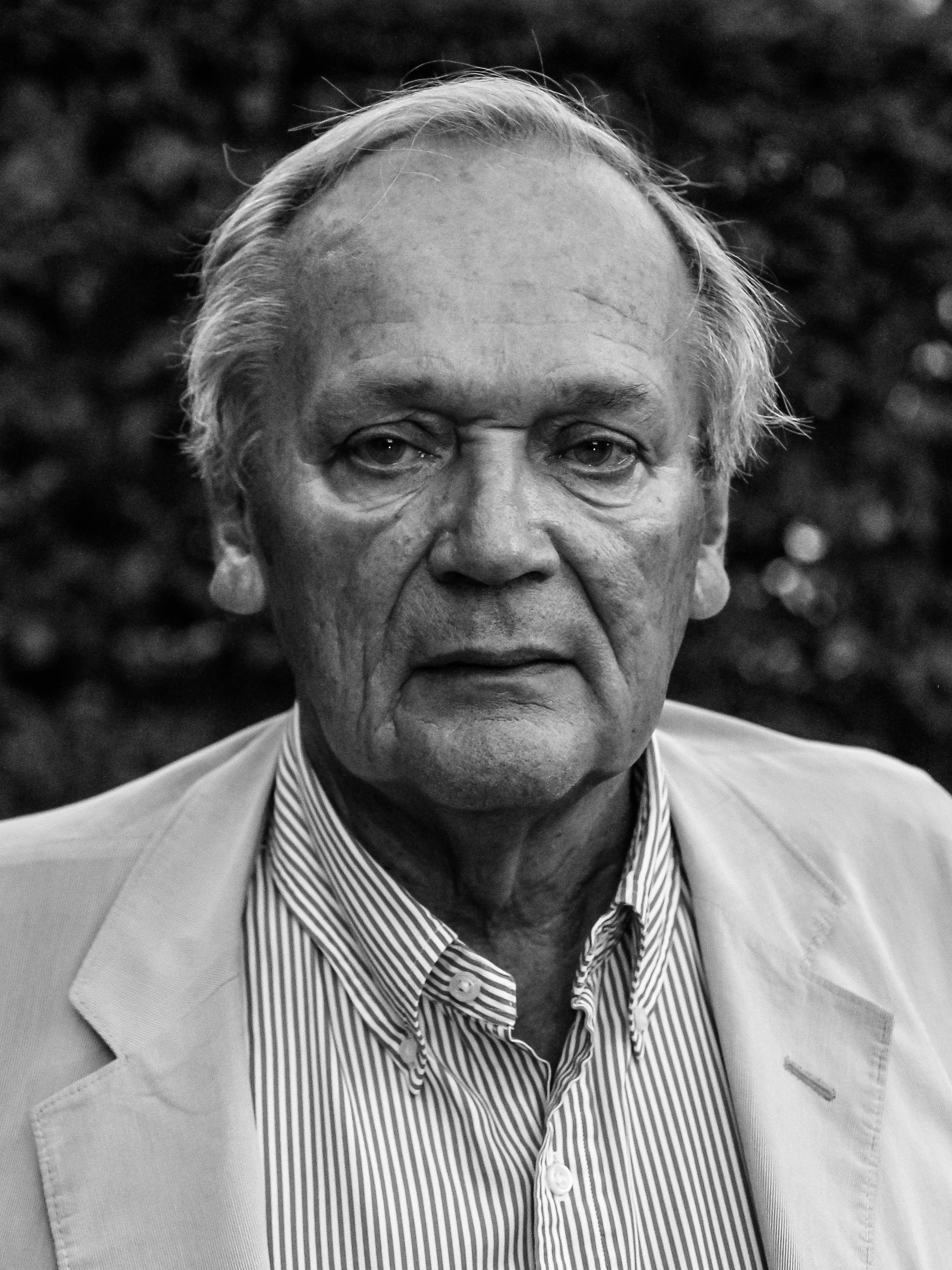
Joachim Sartorius beim Hausacher Leselenz 2015

Joachim Sartorius (* 19. März 1946 in Fürth) ist ein deutscher Lyriker, Jurist, Diplomat, Festspielintendant und Übersetzer.

## Leben
Joachim Sartorius ist der Sohn eines Diplomaten. Er besuchte Schulen in Tunesien, im Kongo und in Kamerun. 1963 legte er die Reifeprüfung in Bordeaux ab. Von 1964 bis 1971 studierte er Rechtswissenschaften an Hochschulen in München, London, Straßburg und Paris, seit 1968 daneben Politikwissenschaften. 1973 legte er sein zweites juristisches Staatsexamen ab und promovierte im selben Jahr zum Doktor der Rechte.
Von 1974 bis 1986 war Sartorius im deutschen diplomatischen Dienst tätig: Zuerst als Kulturreferent in New York, anschließend als Pressereferent in Ankara, als Referent für innerdeutsche Beziehungen und schließlich als Gesandter in Nikosia. Dazwischen war er von 1980 bis 1982 persönlicher Referent der Staatsministerin Hildegard Hamm-Brücher. Von 1986 bis 1994 war er Leiter des Berliner Künstlerprogramms des Deutschen Akademischen Austauschdienstes, ab 1994 Mitglied des Planungsstabes des Auswärtigen Amtes und ab 1995 Abteilungsleiter für Kulturelle Angelegenheiten bei der Berliner Senatsverwaltung. 1996 wurde er zum Generalsekretär des Goethe-Instituts in München ernannt. Von 2001 bis Ende 2011 war er Intendant der Berliner Festspiele.
Sartorius ist als Lyriker, Herausgeber und Übersetzer hervorgetreten. Er erhielt u. a. 1992 ein Stipendium der Rockefeller Foundation und 1999 den Paul Scheerbart-Preis. Sartorius ist Mitglied im Stiftungsrat des Friedenspreises des Deutschen Buchhandels und mit Norbert Miller Herausgeber der Zeitschrift Sprache im technischen Zeitalter und Mitglied der Jury des jährlich verliehenen Friedrich-Gundolf-Preises. Er ist Mitglied des PEN-Zentrums Deutschland und der Deutschen Akademie für Sprache und Dichtung.
Sartorius gehört der Geschäftsführung der Kulturveranstaltungen des Bundes in Berlin GmbH (KBB) in Berlin an.
1998 wurde er u. a. ans Internationale Poesiefestival Medellín eingeladen.
Im Dezember 2011 wurde Sartorius vom französischen Kulturminister Frédéric Mitterrand zum Ritter der Künste (Chevalier des Arts et des Lettres) ernannt.
Joachim Sartorius ist Vater von zwei Töchtern. Er ist mit der Literaturagentin und Übersetzerin Karin Graf verheiratet. Sie leben in Berlin und Syrakus.

## Einzeltitel
- Staat und Kirchen im francophonen Schwarzafrika und auf Madagaskar, München 1973.
- Sage ich zu wem, Kiepenheuer & Witsch, Köln 1988.
- The golden tower, Köln 1990 (zusammen mit James Lee Byars).
- Der Tisch wird kalt, Kiepenheuer & Witsch, Köln 1992.
- Vakat, Köln 1993 (zusammen mit Nan Goldin).
- Was im Turm begann, Aachen 1995.
- Keiner gefriert anders, Kiepenheuer & Witsch, Köln 1996.
- James Lee Byars im Gespräch mit Joachim Sartorius, Köln 1996.
- In den ägyptischen Filmen, Suhrkamp, Frankfurt am Main 2001, ISBN 3-518-39752-4.
- Die Welt über dem Wasserspiegel, Berlin 2001.
- Ich habe die Nacht, Gedichte, DuMont, Köln 2003.
- Capucelle, Münster 2003.
- Hôtel des Étrangers, Gedichte, Kiepenheuer & Witsch, Köln 2008, ISBN 978-3-462-04032-6.
- Die Prinzeninseln, Mare Verlag, Hamburg 2009, ISBN 978-3-86648-116-9.
- Mein Zypern oder die Geckos von Bellapais, Mare Verlag, Hamburg 2013, ISBN 978-3-86648-174-9.
- Niemals eine Atempause, Handbuch der politischen Poesie im 20. Jahrhundert, Kiepenheuer & Witsch, Köln 2014, ISBN 978-3-462-04691-5.
- Für nichts und wieder alles, Gedichte, Kiepenheuer & Witsch, Köln 2016, ISBN 978-3-462-04822-3.
- Die Mensch fürchtet die Zeit. Die Zeit fürchtet das Gedicht. Lyrik Kabinett (Münchner Reden zur Poesie), München 2017. ISBN 978-3-938776-48-3.
- Eidechsen. Ein Portrait, Matthes & Seitz, Berlin 2019, ISBN 978-3-957-57791-7.
- Wohin mit den Augen. Gedichte. Kiepenheuer & Witsch, Köln 2021, ISBN 978-3-462-05300-5.
- Die Versuchung von Syrakus. Mareverlag, Hamburg 2023, ISBN 978-3-86648-676-8.

## Herausgabe (Anthologien)
- Europa von außen, Berlin 1989
- Atlas der neuen Poesie, Reinbek bei Hamburg 1995
- Jahrbuch der Lyrik (mit Christoph Buchwald), München 1995
- In dieser Armut – welche Fülle!, Göttingen 1996
- Contemporary German poetry, Chicago, Ill. 1998
- Minima poetica, Kiepenheuer & Witsch, Köln 1999
- Alexandria, Stuttgart [u. a.] 2001
- Amal al-Jubouri: So viel Euphrat zwischen uns, Berlin 2003
- Niemals eine Atempause. Handbuch der politischen Poesie im 20. Jahrhundert. Kiepenheuer & Witsch, Köln 2014, ISBN 978-3-462-04691-5

## Übersetzung
- John Ashbery: Selbstporträt im konvexen Spiegel, München [u. a.] 1977 (zusammen mit Christa Cooper)
- John Ashbery: Mädchen auf der Flucht, München [u. a.] 2002
- Pierre Drieu la Rochelle: Geheimer Bericht und andere biographische Aufzeichnungen, München 1986
- Louis Dudek: For you, you – Für Dich, Dir. Ausgewählte Gedichte, Englisch – Deutsch, Berlin 2006 (zusammen mit Christian Filips, hrsg. v. Bernhard Beutler)
- Robert Gray: Schwindendes Licht, Gedichte mit Radierungen von Claudia Berg, Verlag Thomas Reche 2007
- Jacques Roubaud: Edenkoben, Edenkoben 1998

## Herausgabe (Übersetzungen)
- Malcolm Lowry: Gesamtwerk in Einzelausgaben, Reinbek bei Hamburg
  - Hör uns, o Herr, der du im Himmel wohnst, 1979
  - Oktoberfähre nach Gabriola, 1981
  - Ultramarin, 1982
  - Fünfunddreißig Mescals in Cuautla, 1983
  - Unter dem Vulkan, 1984
  - Malcolm Lowry – Spinette der Finsternis, 1984
  - Dunkel wie die Gruft, in der mein Freund begraben liegt, 1985
  - Briefe, 1985
  - Die letzte Adresse und Erzählungen aus dem Nachlaß, 1986
- William Carlos Williams: Ausgewählte Werke in Einzelausgaben, München [u. a.]
  - White mule, 1987
  - Kore in der Hölle, 1988
  - Die Messer der Zeit, 1989
  - Gut im Rennen, 1990
  - Der harte Kern der Schönheit, 1991
  - Die Autobiographie, 1994
  - Paterson, 1998